# Colorado River (Texas)
 Ikke at forveksle med Colorado River.
 For alternative betydninger, se Colorado River (flertydig). (Se også artikler, som begynder med Colorado River)
Colorado er en flod der løber i delstaten Texas i USA. Den er 1.387 km lang, og er med det USAs 18. længste flod og også den længste flod med både kilde og udmunding i Texas.
Floden løber mod sydøst fra Vest-Texas (med begyndelse i Dawson County) via delstatshovedstaden Austin, og videre ud i Matagordabugten og Mexicanske Golf. Det er 11 kunstige dæmninger langs flodløbet, og nær udløbet bruges floden vand til køling af atomreaktorer. Colorado har ikke haft nogen trafikal betydning siden den amerikanske borgerkrig.
Colorado har gennem tiderne haft flere andre navne. Indianerne har kaldt den både Kanahatino (af Caddoerne) og Pashohono. I 1684 kaldte de opdagelsesrejsende Juan Domínguez de Mendoza og Nicolás López floden for San Clemente. I 1687 kaldte den franske opdagelsesrejsende René Robert Cavalier, Sieur de La Salle foden for La Sablonnière. Det nuværende navn, Colorado, er spansk for rødfarvet, dette til trods for at vandet er klart. Navnet blev antagelig givet af Alonso De León, til en en anden flod, Brazos River, og senere forvirring førte til at navnet blev givet til den nuværende flod Colorado.